# Arthur Roope Hunt
Arthur Roope Hunt (* 8. Januar 1843 in Porto, Portugal; † 19. Dezember 1914 in Southwood, Torquay) war ein britischer Geologe.

## Leben
Seine Eltern waren der englische Weinhändler Artur Hunt und Mary Anne, geb. Roope.
1852 kehrte die Familie wegen der portugiesischen Revolution nach England zurück. 1870 heiratete er Sarah Elizabeth Isabel Gumbleton (Tochter von Richard Henry Gumbleton aus Marston), mit der er drei Kinder hatte.
Um 1895 untersuchte er die Geologie von Devonshire.
Mit dem befreundeten William Pengelly untersuchte er die Höhlen in Kent. Die schottischen Höhlen untersuchte er alleine.

## Veröffentlichungen
- On certain Affinities between the Devonian Rocks of South Devon and the Metamorphic Schists (mit Alfred Harker)
- Notes on Torbay; 1878
- On the Formation of Ripplemark; 1882
- Notices of Memoirs; Geological Magazine (Decade III) (1891), 8 : 463-466 Cambridge University Press[4]
- Mr. A. R. Hunt on the Age of the Earth and the Sodium of the Sea; Geological Magazine (Decade IV) (1901), 8 : 186-187[5]